# Büddenstedt
Büddenstedt este o comună din landul Saxonia Inferioară, Germania.